# Eugeni Bach
Eugeni Bach (Barcelona, 1974) es un arquitecto español. 

## Biografía
Eugeni Bach nació en Barcelona, donde estudió arquitectura en la Escuela Técnica Superior de Arquitectura de Barcelona, UPC, graduándose en 1999 y obteniendo el Diploma de Estudios avanzados en 2005. Ejerce profesionalmente como arquitecto en el estudio Bach Arquitectes junto a Jaume Bach, y en el estudio Anna & Eugeni Bach, compartido con su pareja Anna Bach.
Desde el 2005 es profesor de proyectos en la Escuela Técnica Superior de Arquitectura la Salle, Universidad Ramon Llull, y desde el 2015 es profesor asociado de la Escuela Técnica Superior de Arquitectura de Barcelona, Universidad Politécnica de Cataluña. Actualmente es también profesor en la Universidad Washington en San Luis, EEUU, y ha sido profesor invitado en la Escuela Técnica Superior de Arquitectura de Pamplona, Universidad de Navarra.
Del 2020 al 2022 fue director de la XV Bienal Española de Arquitectura y Urbanismo junto a Anna Bach y Óscar Miguel Ares, y comisario en 2023 de la exposición “Human Traces – World Heritage” en el Alvar Aalto Museum de Jyväskylä, Finlandia.
Su obra ha sido premiada, entre otros, con el Premio FAD Internacional, el FAD obra efímera y el FAD de la Opinión en cuatro ocasiones, el Premio internacional AJAC, nominado a los Premios Mies van der Rohe Awards así como al Iakov Chernikhov International Prize for Young Architects en 2015 además de participar en varias ediciones de la Bienal Española de Arquitectura y Urbanismo y la Bienal Iberoamericana de Arquitectura y Urbanismo. Su obra ha sido expuesta, entre otras, en sedes como la Trienal de Arquitectura de Lisboa (2020), el Pabellón de España de la Bienal de Venecia (2023, 2016 y 2000), el Centro de Cultura Contemporánea de Barcelona (2015) o la Cité de l'Architecture et du Patrimoine de París (2009).

## Exposiciones
Ha sido comisario de varias exposiciones:
- 2022-2023 Comisario de la exposición «Human Traces – World Heritage», Aalto2 / Alvar Aalto Museum + Museum of Central Finland, Jyväskylä, Finlandia.[6][7]
- 2021-22 Director de la XV Bienal Española de Arquitectura y Urbanismo.[8]
- 2013-14 Comisario del ciclo de cine y arquitectura organizado por ArquinFAD y la Filmoteca de Catalunya «El espacio como protagonista».

Su obra arquitectónica se ha expuesto en numerosas exposiciones:
- 2023. “In search of well-tempered architecture” Pavilion of Slovenia, 18th International Architecture Exhibition, La Biennale di Venezia.
- 2022. “Plecnik and Contemporaneity: Glossary”, City Museum of Ljubljana, Slovenja.
- 2022. “XII Bienal Iberoamericana de Arquitectura y Urbanismo – Pilotos”, Centro Cultural de España en México.
- 2021. “4th International Exhibition on Contemporary Housing”, University of Nis, Serbia.
- 2019. «Economy of Means», Trienal de Arquitectura de Lisboa.[9]
- 2018. «Spanish Architectures / Crónica desde Europa», Arquería Nuevos Ministerios, Madrid.
- 2017. «BAND» Galerie NTK Národní Technická Knihovna, Praga.
- 2016. Pabellón Español de la Bienal de Venecia, UNFINISHED. (León de Oro)
- 2015. EXPORT – Arquitectura Española en el Extranjero, Museo ICO, Madrid.
- 2015. «Las afinidades electivas» el trabajo del estudio Anna & Eugeni Bach, COAC Barcelona.
- 2014. «Above MM» Arquitectura de España y México. Varias localizaciones en España y México.
- 2010. VII Bienal de Arquitectura Iberoamericana, Medellín, Colombia.
- 2009. “Architecture Catalane 2004-2009. Portrait d’époque”, Cité de l’Architecture & du Patrimoine, Paris.

## Obra destacada
- Green House, en Barcelona, España (2024)[10]

- Casa Alesan, en Barcelona, España (2023).[11][12]
- Firal de Olot, Girona, España (2022).[13]
- Siete Vidas, Barcelona, España (2021).[14]
- Dirk y la fábrica de chocolate, Girona, España (2020).[15]
- Mies Missing Materiality, Barcelona, España (2017).[16]
- Sede Central del Banco Sabadell, Barcelona, España (2012).[17]
- Edificio de viviendas Caspe 74, Barcelona, España (2009).[18]
- Casa en Gaüses, Girona, España (2008).[19]
- Edificio de oficinas Landscape, Barcelona, España (2003).[20]

## Premios y reconocimientos
A lo largo de su trayectoria profesional, ha recibido numerosas menciones, entre las que destacan:
- 2024 CITY'SCAPE Award 2024, por Ferial de Olot[21][22]
- 2024 Premis Catalunya Construcció 2024, por Casa Dolors Alesan[23][24]
- 2024 Seleccionado Premio FAD Internacional, por HUMAN TRACES - WORLD HERITAGE[25][26]
- 2023 Finalista XVI Bienal Española de Arquitectura y Urbanismo, por Firal de Olot.[27]
- 2021 Seleccionado European Award for Architectural Heritage Intervention, por Dirk y la Fábrica de Chocolate.[28]
- 2019 Premio FAD Intervenciones Efímeras, por Mies Missing Materiality.[29]
- 2019 Premio FAD de la Opinión Intervenciones Efímeras, por Mies Missing Materiality.[30]
- 2018 Finalista XIV Bienal Española de Arquitectura y Urbanismo, por Mies Missing Materiality.[31]
- 2016 Finalista XIII Bienal Española de Arquitectura y Urbanismo, por la Casa MMMMMS.[32]
- 2015 Nominados Iakov Chernikhov International Prize for Young Architects.[33]
- 2014 Nominados Premio Mies van der Rohe por la Casa MMMMMS.[34]
- 2014 Premio FAD Internacional, por La Casita.[35]
- 2014 Premio FAD Internacional de la Opinión, por La Casita.[36]
- 2014 Premio FAD de la Opinión en Interiorismo, por Oak Showroom.[37]
- 2010 Premio ASCER de Arquitectura Española, por Caspe 74.[38]
- 2009 Finalista X Bienal Española de Arquitectura y Urbanismo. “Casa en Gaüses”.[39]
- 2008 Premio FAD de la Opinión 2008, “Casa en Gaüses”[40]
- 2004 Premio Internacional AJAC para jóvenes arquitectos.[41]

## Publicaciones
- 2022. "Anna & Eugeni Bach. Colección el material de lo construido". Hernán Bisman y Fredy Massad. Ed. Bisman Ediciones y QUT Ediciones
- 2019. "Mies Missing Materiality". Anna & Eugeni Bach, Ivan Blasi (coordinació). Ed. Fundació Mies van der Rohe
- 2015. "Más vivienda por menos". A. Bach, E. Bach. Ed. Arquia/contextos.
- 2013. "scalae architecture + architects ebook collection nº 4." Felix Arranz, Anna Bach (ilustración) Ed. Scalae.